# 莱埃塔那大街
莱埃塔那大街 （Via Laietana）是西班牙加泰罗尼亚 巴塞罗那旧城区的一条主要干道。
这条大街北起Plaça Urquinaona广场，南到海滨的安东尼奥·洛佩斯广场（Plaça d'Antonio López），两侧分别是老城的不同社区：东面是里贝拉（La Ribera）/博恩（El Born）和圣佩雷，西面是哥特区。
莱埃塔那大街的兴建开始于1907年，旨在连接扩展区与海滨。由于要拆迁大量的房屋，此项工程备受争议。一些历史可追溯到中世纪的传统的行会也位于此处，这时不得不搬迁到哥特区的其他地点，特别是圣菲内里广场（Plaça de Sant Felip Neri）。建设的第一小段道路称为毕尔巴鄂大街（Carrer de Bilbao），目前是单独的一条短街。这条大街完工于1926年。当时杰出的政治家Francesc Cambó 也在这条大街兴建住所。在西班牙内战期间（1936-1939年）更名为杜鲁提大街(Via Durruti)。
作为在20世纪初建成的大道，其建筑反映那个时期的审美理念。许多楼宇已改为酒店。这里总是人满为患，吸引本地人和游客的不仅是新艺术运动、Art Deco和新古典主义建筑，还因为它靠近兰布拉大道和哥特区安静的步行街，莱埃塔那大街拥有多家银行和机构的总部。附近还有多处名胜：加泰罗尼亚音乐宫、圣卡塔林纳市场和巴塞罗那主教座堂。
莱埃塔那大街得名于莱埃塔尼人，是古代居住在巴塞罗那附近地区的伊比利亚人。 
莱埃塔那大街有2个地铁站：若梅一世站（地铁4号线），和Urquinaona 站（地铁1号线、4号线）。

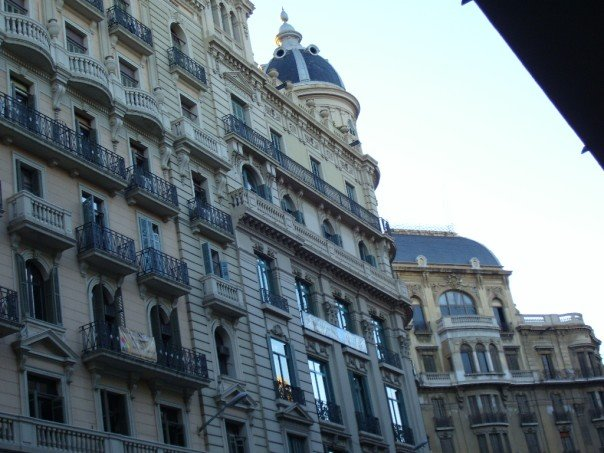
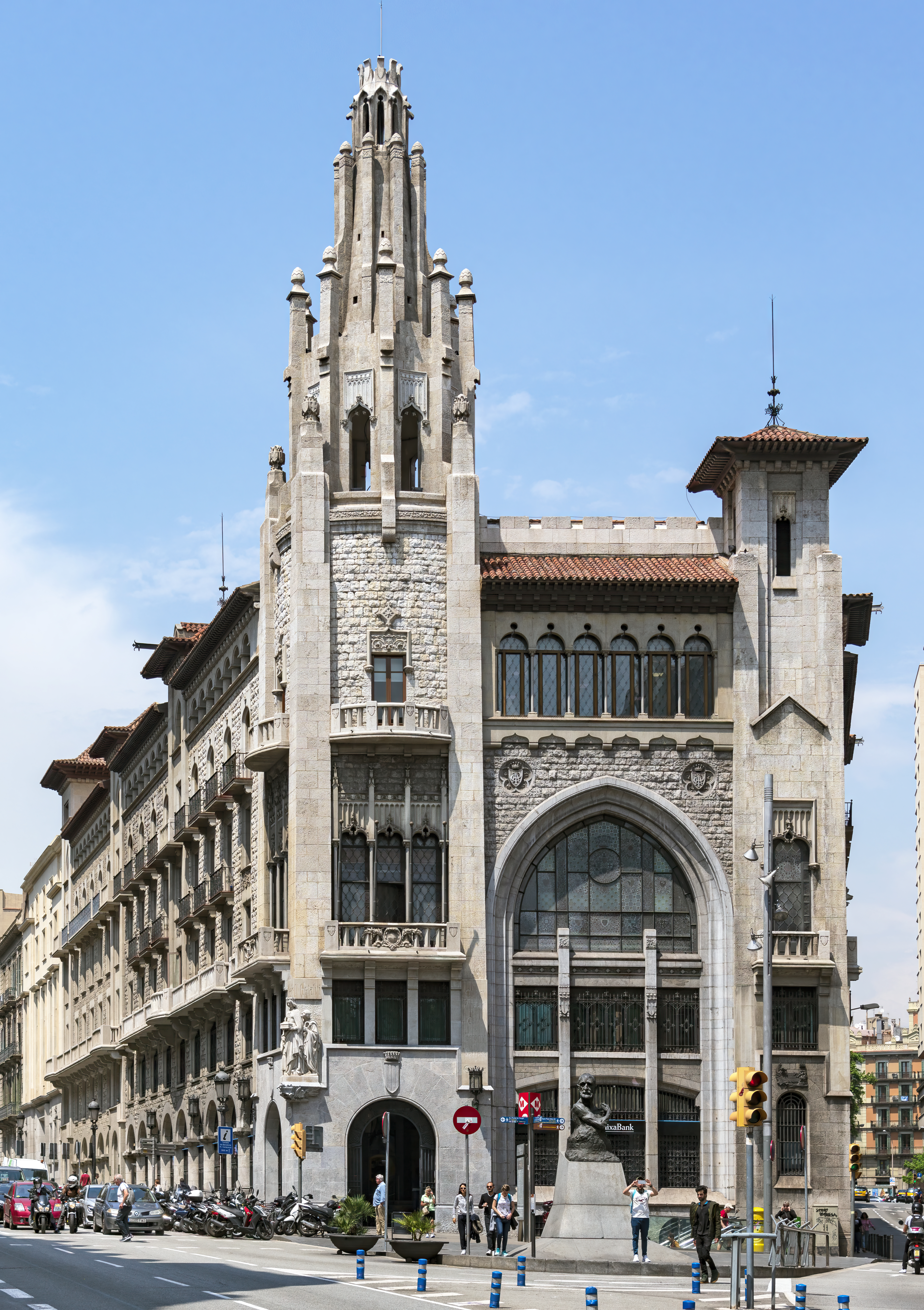
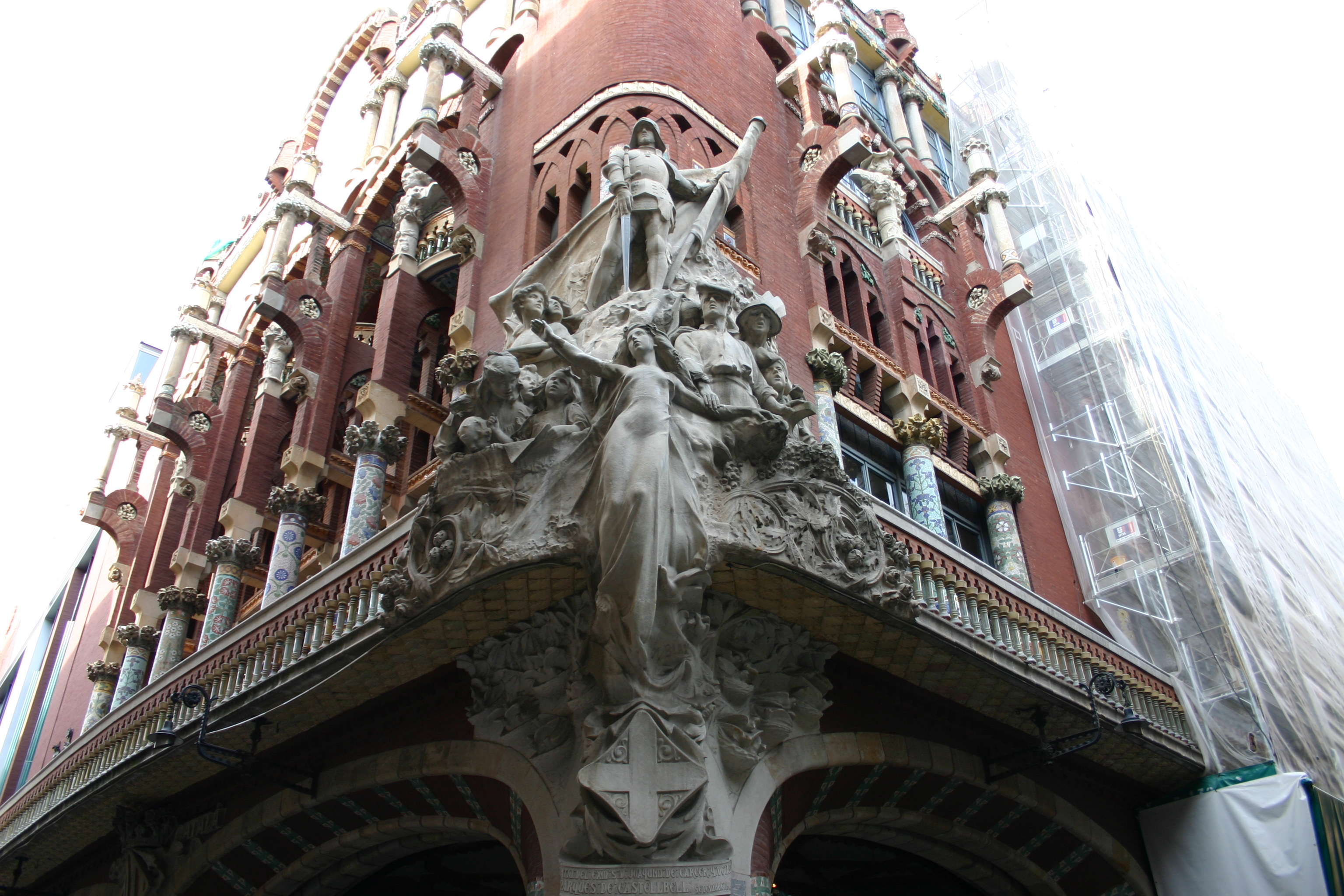
加泰罗尼亚音乐宫
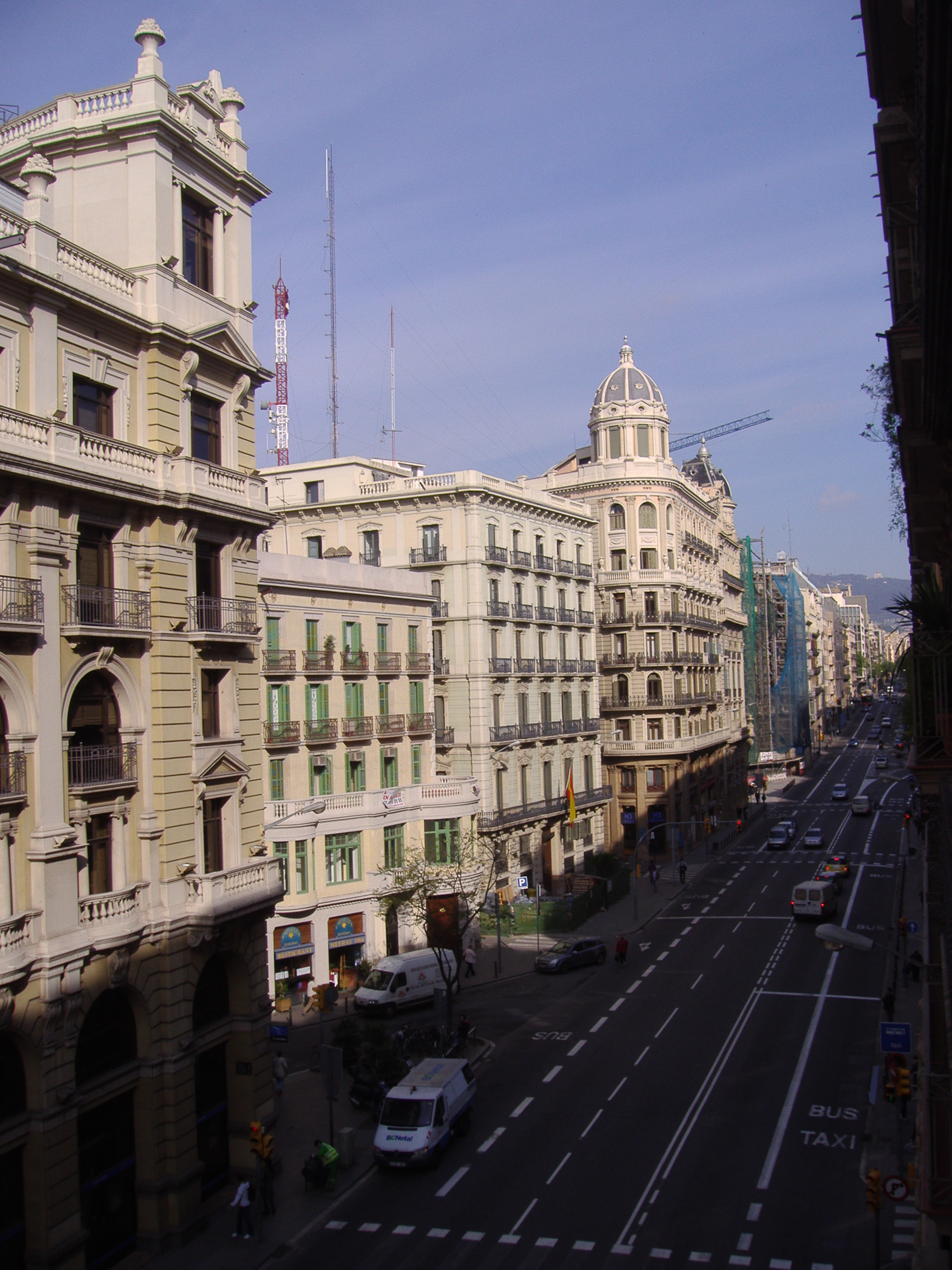